# Oued El Barad
Oued El Barad (em árabe: وادي البارد) é uma comuna localizada na província de Sétif, Argélia. Sua população estimada em 2008 era de 2 333 habitantes.